# Ла-Ріба
Ла-Рі́ба (кат. La Riba) — місто в Автономній області Каталонія в Іспанії.
Знаходиться у районі (кумарці) Ал Камп провінції Таррагона, згідно з новою адміністративною реформою перебуватиме у складі баґарії Камп да Таррагона.

## Населення
Населення міста (у 2007 р.) становить 710 осіб (з них менше 14 років — 11,4 %, від 15 до 64 — 65,1 %, понад 65 років — 23,5 %). У 2006 р. народжуваність склала 3 осіб, смертність — 6 осіб, кількість одружень — 5
(у 2006 р.). У 2001 р. активне населення становило 312 осіб, з них безробітних — 20 осіб. 

Серед осіб, які проживали на території міста у 2001 р., 522 осіб народилися в Каталонії (з них
341 осіб у тому самому районі, або кумарці), 151 осіб приїхало з інших областей Іспанії, а 3 осіб приїхало з-за кордону. 

Університетську освіту має 8,7 % усього населення. 

У 2001 р. нараховувалося 269 домогосподарств (з них 26,8 % складалися з однієї особи, 29,7 % з двох осіб, 18,2 % з 3 осіб, 18,2 % з 4 осіб, 5,6 % з 5 осіб, 1,1 % з 6 осіб, 0 % з 7 осіб, 0,4 % з 8 осіб і 0 % з 9 і більше осіб).
Активне населення міста у 2001 р. працювало у таких сферах діяльності: у сільському господорстві — 2,1 %, у промисловості — 61 %, на будівництві — 8,6 % і у сфері обслуговування — 28,4 %. 

 У муніципалітеті або у власному районі (кумарці) працює 359 осіб, поза районом — 142 осіб.

### Безробіття
У 2007 р. нараховувалося 17 безробітних (у 2006 р. — 13 безробітних), з них чоловіки становили 58,8 %, а жінки — 41,2 %.

## Економіка

### Підприємства міста

#### Промислові підприємства
| \| Промислові підприємства міста, за сферою діяльності \| Промислові підприємства міста, за сферою діяльності \| Промислові підприємства міста, за сферою діяльності \| \| Рік \| 2002 р. \| 2001 р. \| \| --------------------------------------------------- \| --------------------------------------------------- \| --------------------------------------------------- \| \| Енергетичні та водні ресурси \| 0,0 % \| 0,0 % \| \| Хімія та метали \| 0,0 % \| 0,0 % \| \| Переробка металів \| 37,5 % \| 33,3 % \| \| Продукти харчування \| 0,0 % \| 0,0 % \| \| Текстиль \| 0,0 % \| 0,0 % \| \| Виробництво меблів, видання \| 62,5 % \| 66,7 % \| \| Інше \| 0,0 % \| 0,0 % \| \| Усього підприємств \| 8 \| 9 \| |         |         |
| Промислові підприємства міста, за сферою діяльності |         |         |
| Рік | 2002 р. | 2001 р. |
| Енергетичні та водні ресурси | 0,0 %   | 0,0 %   |
| Хімія та метали | 0,0 %   | 0,0 %   |
| Переробка металів | 37,5 %  | 33,3 %  |
| Продукти харчування | 0,0 %   | 0,0 %   |
| Текстиль | 0,0 %   | 0,0 %   |
| Виробництво меблів, видання | 62,5 %  | 66,7 %  |
| Інше | 0,0 %   | 0,0 %   |
| Усього підприємств | 8       | 9       |

#### Роздрібна торгівля
| \| Підприємства роздрібної торгівлі міста, за сферою діяльності \| Підприємства роздрібної торгівлі міста, за сферою діяльності \| Підприємства роздрібної торгівлі міста, за сферою діяльності \| \| Рік \| 2002 р. \| 2001 р. \| \| ------------------------------------------------------------ \| ------------------------------------------------------------ \| ------------------------------------------------------------ \| \| Продукти харчування \| 66,7 % \| 50,0 % \| \| Одяг та взуття \| 11,1 % \| 10,0 % \| \| Товари для дому \| 0,0 % \| 10,0 % \| \| Книги та періодичні видання \| 0,0 % \| 0,0 % \| \| Промислова хімічна продукція \| 11,1 % \| 10,0 % \| \| Продукція, пов'язана з транспортними засобами \| 0,0 % \| 0,0 % \| \| Інше \| 11,1 % \| 20,0 % \| \| Усього підприємств \| 9 \| 10 \| |         |         |
| Підприємства роздрібної торгівлі міста, за сферою діяльності |         |         |
| Рік | 2002 р. | 2001 р. |
| Продукти харчування | 66,7 %  | 50,0 %  |
| Одяг та взуття | 11,1 %  | 10,0 %  |
| Товари для дому | 0,0 %   | 10,0 %  |
| Книги та періодичні видання | 0,0 %   | 0,0 %   |
| Промислова хімічна продукція | 11,1 %  | 10,0 %  |
| Продукція, пов'язана з транспортними засобами | 0,0 %   | 0,0 %   |
| Інше | 11,1 %  | 20,0 %  |
| Усього підприємств | 9       | 10      |

#### Сфера послуг
| \| Підприємства міста, що працюють у сфері послуг, за діяльністю \| Підприємства міста, що працюють у сфері послуг, за діяльністю \| Підприємства міста, що працюють у сфері послуг, за діяльністю \| \| Рік \| 2002 р. \| 2001 р. \| \| ------------------------------------------------------------- \| ------------------------------------------------------------- \| ------------------------------------------------------------- \| \| Гуртова торгівля \| 0,0 % \| 0,0 % \| \| Готелі та готельний бізнес \| 17,6 % \| 11,8 % \| \| Транспорт та зв'язок \| 23,5 % \| 23,5 % \| \| Посередницькі фінансові послуги \| 11,8 % \| 11,8 % \| \| Послуги підприємствам \| 0,0 % \| 0,0 % \| \| Послуги фізичним особам \| 41,2 % \| 47,1 % \| \| Нерухомість та ін. \| 5,9 % \| 5,9 % \| \| Усього підприємств \| 17 \| 17 \| |         |         |
| Підприємства міста, що працюють у сфері послуг, за діяльністю |         |         |
| Рік | 2002 р. | 2001 р. |
| Гуртова торгівля | 0,0 %   | 0,0 %   |
| Готелі та готельний бізнес | 17,6 %  | 11,8 %  |
| Транспорт та зв'язок | 23,5 %  | 23,5 %  |
| Посередницькі фінансові послуги | 11,8 %  | 11,8 %  |
| Послуги підприємствам | 0,0 %   | 0,0 %   |
| Послуги фізичним особам | 41,2 %  | 47,1 %  |
| Нерухомість та ін. | 5,9 %   | 5,9 %   |
| Усього підприємств | 17      | 17      |

## Житловий фонд
У 2001 р. 4,5 % усіх родин (домогосподарств) мали житло метражем до 59 м², 37,2 % — від 60 до 89 м², 35,3 % — від 90 до 119 м² і
23 % — понад 120 м².

З усіх будівель у 2001 р. 70,7 % було одноповерховими, 12 % — двоповерховими, 10,1 % — триповерховими, 4,3 % — чотириповерховими, 2,9 % — п'ятиповерховими, 0 % — шестиповерховими,
0 % — семиповерховими, 0 % — з вісьмома та більше поверхами.

## Автопарк
| \| Автомобілі, зареєстровані у місті, за призначенням \| Автомобілі, зареєстровані у місті, за призначенням \| Автомобілі, зареєстровані у місті, за призначенням \| \| Рік \| 2006 р. \| 2005 р. \| \| -------------------------------------------------- \| -------------------------------------------------- \| -------------------------------------------------- \| \| Приватні автомобілі \| 71,0 % \| 71,7 % \| \| Мотоцикли \| 6,2 % \| 5,5 % \| \| Вантажівки \| 19,1 % \| 19,4 % \| \| Трактори \| 0,7 % \| 0,7 % \| \| Автобуси та ін. \| 2,9 % \| 2,7 % \| \| Усього автомобілів \| 580 шт. \| 561 шт. \| |         |         |
| Автомобілі, зареєстровані у місті, за призначенням |         |         |
| Рік | 2006 р. | 2005 р. |
| Приватні автомобілі | 71,0 %  | 71,7 %  |
| Мотоцикли | 6,2 %   | 5,5 %   |
| Вантажівки | 19,1 %  | 19,4 %  |
| Трактори | 0,7 %   | 0,7 %   |
| Автобуси та ін. | 2,9 %   | 2,7 %   |
| Усього автомобілів | 580 шт. | 561 шт. |

## Вживання каталанської мови
У 2001 р. каталанську мову у місті розуміли 99,7 % усього населення (у 1996 р. — 99,5 %), вміли говорити нею 86,6 % (у 1996 р. — 82,6 %), вміли читати 85,9 % (у 1996 р. — 75,4 %), вміли писати 57,8 % (у 1996 р. — 63,2 %). Не розуміли каталанської мови 0,3 %.

## Політичні уподобання
У виборах до Парламенту Каталонії у 2006 р. взяло участь 369 осіб (у 2003 р. — 436 осіб). Голоси за політичні сили розподілилися таким чином:
| \| Вибори до Парламенту Каталонії \| Вибори до Парламенту Каталонії \| Вибори до Парламенту Каталонії \| \| Рік \| 2006 р. \| 2003 р. \| \| -------------------------------------- \| ------------------------------ \| ------------------------------ \| \| Конвергенція та Єднання (CiU) \| 41,7 % \| 49,5 % \| \| Соціалістична партія Каталонії (PSC) \| 16,8 % \| 12,8 % \| \| Народна партія (PP) \| 9,2 % \| 8,5 % \| \| Ініціатива за зелену Каталонію (IC) \| 6 % \| 4,1 % \| \| Республіканська лівиця Каталонії (ERC) \| 23,6 % \| 22,5 % \| \| Громадянська партія (C's) \| 0,5 % \| 0,0 % \| \| Інші \| 2,2 % \| 2,5 % \| |         |         |
| Вибори до Парламенту Каталонії |         |         |
| Рік | 2006 р. | 2003 р. |
| Конвергенція та Єднання (CiU) | 41,7 %  | 49,5 %  |
| Соціалістична партія Каталонії (PSC) | 16,8 %  | 12,8 %  |
| Народна партія (PP) | 9,2 %   | 8,5 %   |
| Ініціатива за зелену Каталонію (IC) | 6 %     | 4,1 %   |
| Республіканська лівиця Каталонії (ERC) | 23,6 %  | 22,5 %  |
| Громадянська партія (C's) | 0,5 %   | 0,0 %   |
| Інші | 2,2 %   | 2,5 %   |

У муніципальних виборах у 2007 р. взяло участь 390 осіб (у 2003 р. — 483 осіб). Голоси за політичні сили розподілилися таким чином:
| \| Муніципальні вибори \| Муніципальні вибори \| Муніципальні вибори \| \| Рік \| 2007 р. \| 2003 р. \| \| -------------------------------------- \| ------------------- \| ------------------- \| \| Конвергенція та Єднання (CiU) \| 51,0 % \| 45,3 % \| \| Соціалістична партія Каталонії (PSC) \| 0,0 % \| 0,0 % \| \| Народна партія (PP) \| 0,0 % \| 19,9 % \| \| Ініціатива за зелену Каталонію (IC) \| 0,0 % \| 0,0 % \| \| Республіканська лівиця Каталонії (ERC) \| 0,0 % \| 0,0 % \| \| Громадянська партія (C's) \| 0,0 % \| 0,0 % \| \| Інші \| 49,0 % \| 34,8 % \| |         |         |
| Муніципальні вибори |         |         |
| Рік | 2007 р. | 2003 р. |
| Конвергенція та Єднання (CiU) | 51,0 %  | 45,3 %  |
| Соціалістична партія Каталонії (PSC) | 0,0 %   | 0,0 %   |
| Народна партія (PP) | 0,0 %   | 19,9 %  |
| Ініціатива за зелену Каталонію (IC) | 0,0 %   | 0,0 %   |
| Республіканська лівиця Каталонії (ERC) | 0,0 %   | 0,0 %   |
| Громадянська партія (C's) | 0,0 %   | 0,0 %   |
| Інші | 49,0 %  | 34,8 %  |